# Tamisação

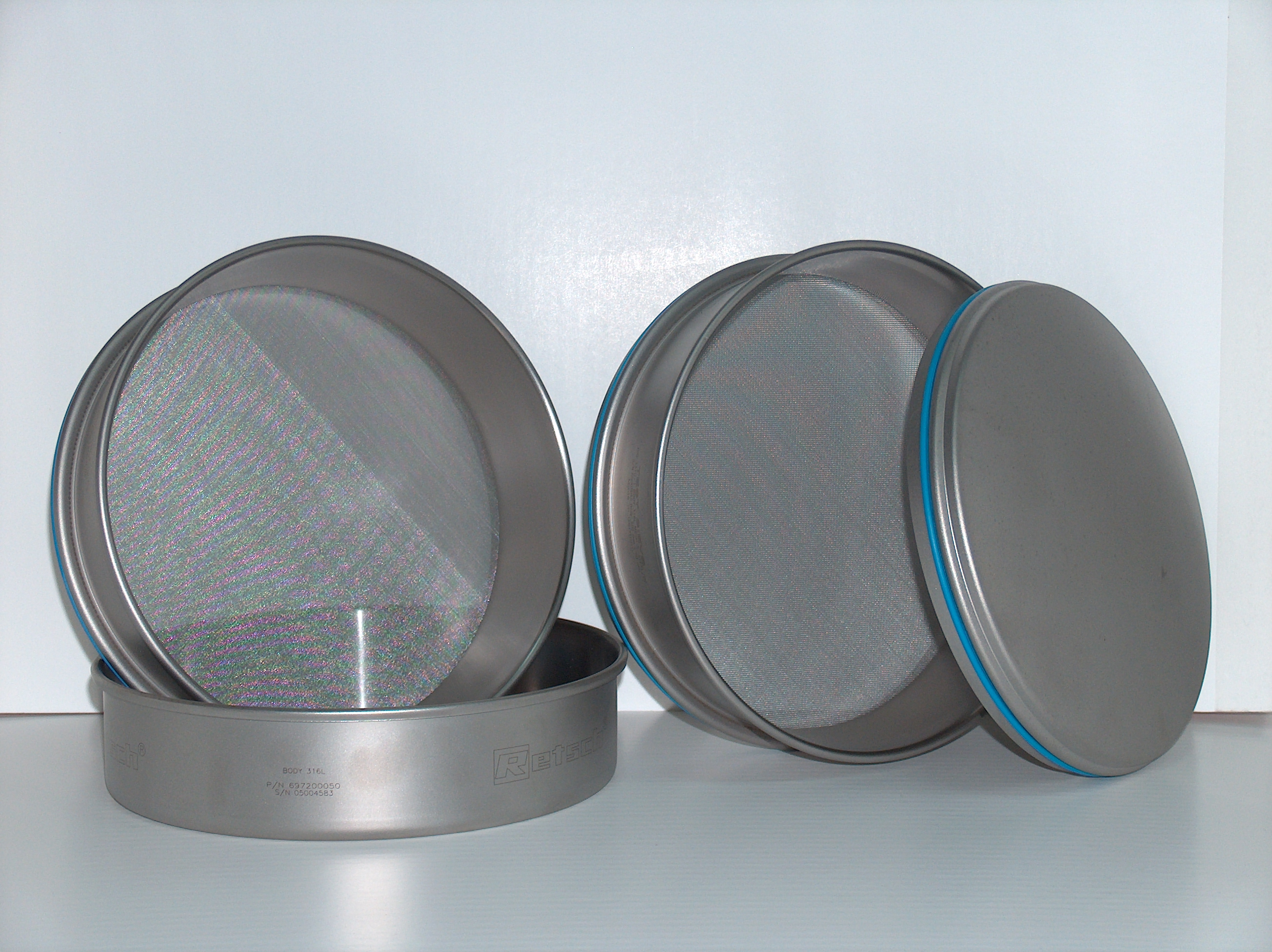
Tamises metálicos

A tamisação ou peneiração é um dos métodos mecânicos existentes, para separar sólidos ou partes de uma substância sólida que apresente grãos com dimensões diferentes ou para desfazer pequenos aglomerados de substâncias que por qualquer razão apresentam alguns bocados compactos, quando deviam se apresentar na forma de pó.
A tamisação serve também para determinar a granulometria de uma substância sólida, isto é, permite determinar o tamanho dos grãos da substância. Por esse motivo existem tamises com diferentes tamanhos de abertura da malha.
A tamisação é uma das operações efetuadas na preparação de medicamentos manipulados.
O nome vem de tamises, que são peneiras muito finas utilizadas em laboratório. Peneirar uma substância também é muito comum para nós. Você deve ter visto muitas vezes, na sua casa, alguém (pode ser você mesmo) peneirar a farinha de trigo antes de preparar um bolo, para retirar a parte da farinha que está empelotada.
Os tamises antigos eram feitos de madeira e de uma rede. Atualmente estão a ser substituídos por tamises fabricados só por materiais metálicos.